# Juraj Kiš
Juraj Kiš (* 25. května 1946), někde uváděný jako Juraj Kiss, je bývalý slovenský fotbalista, který nastupoval jako záložník a útočník.

## Fotbalová kariéra
V československé lize hrál za VSS Košice v 76 zápasech a dal 9 ligových gólů. Z Košic odešel v roce 1974 do Partizánu Bardejov.

## Ligová bilance
| Ročník                                   | Zápasy | Góly | Minuty | Klub       |
| ---------------------------------------- | ------ | ---- | ------ | ---------- |
| 1. československá fotbalová liga 1968/69 | 7      | 0    | 308    | VSS Košice |
| 1. československá fotbalová liga 1969/70 | 9      | 2    | 536    | VSS Košice |
| 1. československá fotbalová liga 1970/71 | 15     | 3    | 981    | VSS Košice |
| 1. československá fotbalová liga 1971/72 | 26     | 3    | 1 705  | VSS Košice |
| 1. československá fotbalová liga 1972/73 | 12     | 0    | 462    | VSS Košice |
| 1. československá fotbalová liga 1973/74 | 7      | 1    | 286    | VSS Košice |
| CELKEM                                   | 76     | 9    | 4 278  |            |